# Albert Jay Nock
Albert Jay Nock (Scranton, 13 ottobre 1870 – 19 agosto 1945) è stato un saggista statunitense di orientamento anarchico, interessato ai problemi dell'educazione sociale.

## Biografia
Si avvicinò al pensiero di Henry George e scrisse una biografia su Thomas Jefferson (1926). Nel trattato Our Enemy, the State (1935) (traduzione italiana Il nostro Nemico, lo Stato) criticò la politica del New Deal. Pubblicò un libro di memorie dal titolo Memoirs of a Superfluous Man (1943). È una delle figure intellettuali più controverse del Novecento statunitense: autodidatta, abbandonò la propria famiglia e l'ufficio del pastore in provincia per trasferirsi nel 1910 a New York, dove diventò editore di riviste, saggista e studioso di lingua e letteratura francese. Insieme a Henry Mencken costituì per quasi un trentennio la coppia libertaria più autorevole degli Stati Uniti d'America.

### Il nostro Nemico, lo Stato
In Our Enemy, the State del 1935 - uno dei trattati politici fondamentali per il pensiero libertario del Novecento - Albert Jay Nock, muovendo dalle tesi di Franz Oppenheimer, costruisce i concetti di "potere sociale" e "potere statale", e li applica all'analisi della storia americana. Nock descrive il processo per mezzo del quale il "potere sociale" viene tramutato in "potere statale" e da esso fagocitato. Il potere sociale è l'interazione volontaria degli individui che creano e scambiano la ricchezza come liberi individui; il potere statale, per converso, non è altro che il processo di confisca di quella ricchezza.
Vi sono infatti solo due strumenti per procurarsi la ricchezza: i mezzi politici e i mezzi economici. Lo Stato è l'organizzazione dei mezzi politici e nasce per garantire, alla classe di individui che si sappia impadronire del suo complesso armamentario, un'illimitata possibilità di sfruttamento della ricchezza prodotta tramite i mezzi economici. La costruzione statuale si rivela dunque come la chiave di ogni relazione parassitaria in tutte le convivenze politiche.